# Liste des lignes de l'autobus de Bruxelles
Les lignes de bus de Bruxelles sont exploitées par la Société des transports intercommunaux de Bruxelles (STIB).
Cet article est une annexe de Autobus de Bruxelles. Pour le réseau nocturne, voir l'article Noctis.

## Présentation
Le réseau se compose d’une cinquantaine de lignes, dont une circulant exclusivement en soirée, ainsi que plusieurs lignes ne circulant qu'aux heures de pointe.
Globalement le réseau fonctionne de 5 h à 20 h en journée, jusqu’à minuit en soirée. Le réseau couvre la Région de Bruxelles-Capitale et quelques communes de la Région flamande.

## Lignes 12 à 17
| Ligne | Caractéristiques | Caractéristiques                         | Caractéristiques                         | Caractéristiques                         | Caractéristiques                         | Caractéristiques                              | Caractéristiques                         | Caractéristiques                         | Caractéristiques                         |
| 12    | Airport Line - Express | Airport Line - Express                   | Airport Line - Express                   | Airport Line - Express                   | Airport Line - Express                   | Airport Line - Express                        | Airport Line - Express                   | Airport Line - Express                   | Airport Line - Express                   |
| 12    | Brussels City — Trone ⥋ Brussels Airport | Brussels City — Trone ⥋ Brussels Airport | Brussels City — Trone ⥋ Brussels Airport | Brussels City — Trone ⥋ Brussels Airport | Brussels City — Trone ⥋ Brussels Airport | Brussels City — Trone ⥋ Brussels Airport      | Brussels City — Trone ⥋ Brussels Airport | Brussels City — Trone ⥋ Brussels Airport | Brussels City — Trone ⥋ Brussels Airport |
| ----- | --- | ---------------------------------------- | ---------------------------------------- | ---------------------------------------- | ---------------------------------------- | --------------------------------------------- | ---------------------------------------- | ---------------------------------------- | ---------------------------------------- |
| 12    | Ouverture / Fermeture 1er juillet 2001 / — | Longueur 13,700 km                       | Durée 35 min                             | Nb. d’arrêts 7                           | Matériel Urbanway 18 H                   | Jours de fonctionnement L, Ma, Me, J, V, S, D | Jour / Soir / Nuit / Fêtes O / — / O / O | Voy. / an —                              | Dépôt Haren                              |
| 12    | Desserte : Ixelles, Bruxelles-Ville, Schaerbeek, Evere, Zaventem (Brussels Airport) - Principaux arrêts : Brussels Airport • Da Vinci • Meiser • Schuman • Gare de Bruxelles-Luxembourg • Trône |                                          |                                          |                                          |                                          |                                               |                                          |                                          |                                          |
| 12    | Autre : Ligne express à tarification spéciale ente Bourget et Brussels Airport Le 31 août 2019, la ligne est prolongée de la gare de Bruxelles-Luxembourg à la station Trône. |                                          |                                          |                                          |                                          |                                               |                                          |                                          |                                          |
| 12    | Dernière actualisation : — |                                          |                                          |                                          |                                          |                                               |                                          |                                          |                                          |
| 13    | Étangs Noirs ⥋ UZ-VUB | Étangs Noirs ⥋ UZ-VUB                    | Étangs Noirs ⥋ UZ-VUB                    | Étangs Noirs ⥋ UZ-VUB                    | Étangs Noirs ⥋ UZ-VUB                    | Étangs Noirs ⥋ UZ-VUB                         | Étangs Noirs ⥋ UZ-VUB                    | Étangs Noirs ⥋ UZ-VUB                    | Étangs Noirs ⥋ UZ-VUB                    |
| 13    | Ouverture / Fermeture 9 janvier 1968 / — | Longueur 5,500 km                        | Durée —                                  | Nb. d’arrêts 21                          | Matériel NewA330 7900 Hybrid             | Jours de fonctionnement L, Ma, Me, J, V, S, D | Jour / Soir / Nuit / Fêtes O / — / O / O | Voy. / an —                              | Dépôt Jacques Brel                       |
| 13    | Desserte : Molenbeek-Saint-Jean, Koekelberg, Jette - Principaux arrêts : UZ Brussel • Arbre Ballon • Audrey Hepburn• Le Roux • Square du Centenaire • Simonis • Étangs Noirs |                                          |                                          |                                          |                                          |                                               |                                          |                                          |                                          |

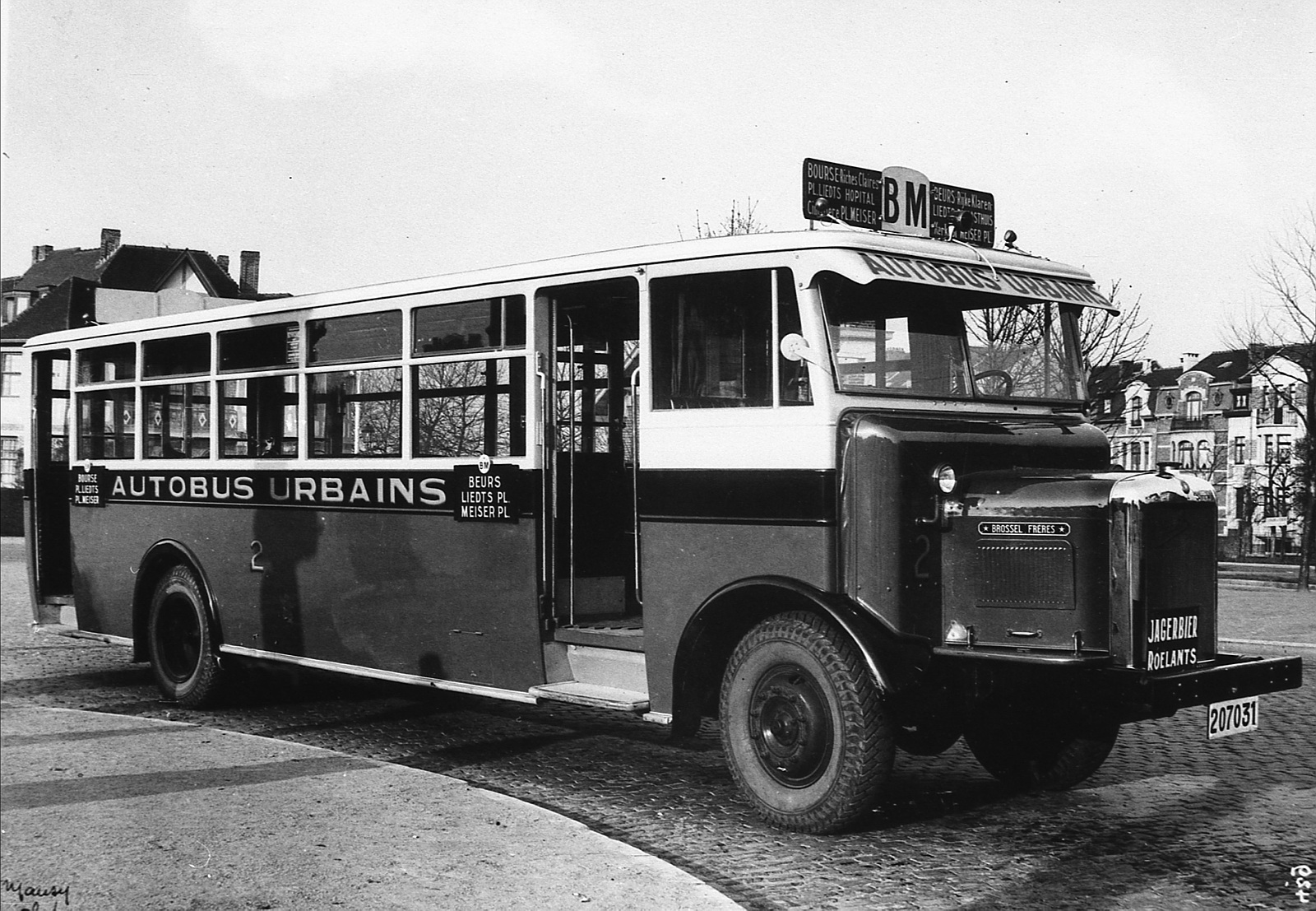
Brossel BCS AU65 des Autobus urbains (AU) au terminus de la place Meiser.

| 13    | Autre : La ligne est mise en service le 9 janvier 1968 lors de la quatrième phase de restructuration du réseau de tramway bruxellois en remplacement du tramway homonyme, elle circule en navette entre le carrefour des drèves du Château et de Rivieren et celui entre les avenues de Jette et Laeken où elle donne correspondance aux tramways de la ligne 103,. |                                          |                                          |                                          |                                          |                                               |                                          |                                          |                                          |
| 13    | Dernière actualisation : — |                                          |                                          |                                          |                                          |                                               |                                          |                                          |                                          |
| 14    | Gare du Nord ⥋ UZ-VUB | Gare du Nord ⥋ UZ-VUB                    | Gare du Nord ⥋ UZ-VUB                    | Gare du Nord ⥋ UZ-VUB                    | Gare du Nord ⥋ UZ-VUB                    | Gare du Nord ⥋ UZ-VUB                         | Gare du Nord ⥋ UZ-VUB                    | Gare du Nord ⥋ UZ-VUB                    | Gare du Nord ⥋ UZ-VUB                    |
| 14    | Ouverture / Fermeture 2 septembre 1991 / — | Longueur 7,300 km                        | Durée 25 min                             | Nb. d’arrêts 17                          | Matériel NewA330 7900 Hybrid             | Jours de fonctionnement L, Ma, Me, J, V, S, D | Jour / Soir / Nuit / Fêtes O / — / O / O | Voy. / an —                              | Dépôt Jacques Brel                       |
| 14    | Desserte : Bruxelles-Ville, Molenbeek-Saint-Jean, Koekelberg, Jette - Principaux arrêts : UZ Brussel • Gare de Jette • Belgica • WTC • Gare du Nord |                                          |                                          |                                          |                                          |                                               |                                          |                                          |                                          |
| 14    | Autre : |                                          |                                          |                                          |                                          |                                               |                                          |                                          |                                          |
| 14    | Dernière actualisation : — |                                          |                                          |                                          |                                          |                                               |                                          |                                          |                                          |
| 17    | Heiligenborre ⥋ Beaulieu | Heiligenborre ⥋ Beaulieu                 | Heiligenborre ⥋ Beaulieu                 | Heiligenborre ⥋ Beaulieu                 | Heiligenborre ⥋ Beaulieu                 | Heiligenborre ⥋ Beaulieu                      | Heiligenborre ⥋ Beaulieu                 | Heiligenborre ⥋ Beaulieu                 | Heiligenborre ⥋ Beaulieu                 |
| 17    | Ouverture / Fermeture 8 janvier 2007 / — | Longueur 5,300 km                        | Durée 15 min                             | Nb. d’arrêts 15                          | Matériel 7900 Hybrid                     | Jours de fonctionnement L, Ma, Me, J, V, S, D | Jour / Soir / Nuit / Fêtes O / — / O / O | Voy. / an —                              | Dépôt Delta                              |
| 17    | Desserte : Watermael-Boitsfort, Auderghem - Principaux arrêts : Beaulieu |                                          |                                          |                                          |                                          |                                               |                                          |                                          |                                          |
| 17    | Autre : |                                          |                                          |                                          |                                          |                                               |                                          |                                          |                                          |
| 17    | Dernière actualisation : — |                                          |                                          |                                          |                                          |                                               |                                          |                                          |                                          |

## Lignes 20 à 29
| Ligne | Caractéristiques | Caractéristiques            | Caractéristiques            | Caractéristiques            | Caractéristiques                | Caractéristiques                              | Caractéristiques                         | Caractéristiques            | Caractéristiques            |
| 20    | Gare du Nord ⥋ Hunderenveld | Gare du Nord ⥋ Hunderenveld | Gare du Nord ⥋ Hunderenveld | Gare du Nord ⥋ Hunderenveld | Gare du Nord ⥋ Hunderenveld     | Gare du Nord ⥋ Hunderenveld                   | Gare du Nord ⥋ Hunderenveld              | Gare du Nord ⥋ Hunderenveld | Gare du Nord ⥋ Hunderenveld |
| ----- | --- | --------------------------- | --------------------------- | --------------------------- | ------------------------------- | --------------------------------------------- | ---------------------------------------- | --------------------------- | --------------------------- |
| 20    | Ouverture / Fermeture 5 septembre 1964 / — | Longueur 9,200 km           | Durée 25 min                | Nb. d’arrêts 24             | Matériel 7900 Hybrid NewA330    | Jours de fonctionnement L, Ma, Me, J, V, S, D | Jour / Soir / Nuit / Fêtes O / — / O / O | Voy. / an —                 | Dépôt Jacques Brel          |
| 20    | Desserte : Schaerbeek, Molenbeek-Saint-Jean, Koekelberg, Berchem-Sainte-Agathe - Principaux arrêts : Schweitzer • Osseghem • Étangs Noirs • Ribaucourt • WTC • Gare du Nord                     |                             |                             |                             |                                 |                                               |                                          |                             |                             |
| 20    | Autre : |                             |                             |                             |                                 |                                               |                                          |                             |                             |
| 20    | Dernière actualisation : — |                             |                             |                             |                                 |                                               |                                          |                             |                             |
| 21    | Luxembourg ⥋ Maes | Luxembourg ⥋ Maes           | Luxembourg ⥋ Maes           | Luxembourg ⥋ Maes           | Luxembourg ⥋ Maes               | Luxembourg ⥋ Maes                             | Luxembourg ⥋ Maes                        | Luxembourg ⥋ Maes           | Luxembourg ⥋ Maes           |
| 21    | Ouverture / Fermeture 30 juin 2008 / — | Longueur 15,100 km          | Durée 35 min                | Nb. d’arrêts 31/32          | Matériel Citaro G NewA330       | Jours de fonctionnement L, Ma, Me, J, V, S, D | Jour / Soir / Nuit / Fêtes O / — / O / O | Voy. / an —                 | Dépôt Haren                 |
| 21    | Desserte : Bruxelles-Ville, Ixelles, Schaerbeek, Evere - Principaux arrêts : Bordet Station • Diamant • Schuman • Parc Léopold • Luxembourg                                                     |                             |                             |                             |                                 |                                               |                                          |                             |                             |
| 21    | Autre : La ligne desservait avant l'aéroport de Zaventem mais depuis 2019 remplacé par la ligne de bus 12                                                                                       |                             |                             |                             |                                 |                                               |                                          |                             |                             |
| 21    | Dernière actualisation : — |                             |                             |                             |                                 |                                               |                                          |                             |                             |
| 27    | Luxembourg ⥋ Pléiades | Luxembourg ⥋ Pléiades       | Luxembourg ⥋ Pléiades       | Luxembourg ⥋ Pléiades       | Luxembourg ⥋ Pléiades           | Luxembourg ⥋ Pléiades                         | Luxembourg ⥋ Pléiades                    | Luxembourg ⥋ Pléiades       | Luxembourg ⥋ Pléiades       |
| 27    | Ouverture / Fermeture 11 décembre 2001 / — | Longueur 9,800 km           | Durée 37 min                | Nb. d’arrêts 20             | Matériel NewA330 7900 Hybrid    | Jours de fonctionnement L, Ma, Me, J, V, S, D | Jour / Soir / Nuit / Fêtes O / — / O / O | Voy. / an —                 | Dépôt Delta Haren           |
| 27    | Desserte : Ixelles, Bruxelles-Ville, Etterbeek, Woluwe-Saint-Lambert - Principaux arrêts : Georges Henri • Montgomery • Merode • Froissart • Luxembourg                                         |                             |                             |                             |                                 |                                               |                                          |                             |                             |
| 27    | Autre : - Depuis le 2 mars 2020, la ligne est prolongée jusque Pléiades, permettant une correspondance avec la ligne 79,. - Depuis la rentrée 2021, la ligne est raccourcie jusqu'à Luxembourg. |                             |                             |                             |                                 |                                               |                                          |                             |                             |
| 27    | Dernière actualisation : — |                             |                             |                             |                                 |                                               |                                          |                             |                             |
| 28    | Brabançonne ⥋ Konkel | Brabançonne ⥋ Konkel        | Brabançonne ⥋ Konkel        | Brabançonne ⥋ Konkel        | Brabançonne ⥋ Konkel            | Brabançonne ⥋ Konkel                          | Brabançonne ⥋ Konkel                     | Brabançonne ⥋ Konkel        | Brabançonne ⥋ Konkel        |
| 28    | Ouverture / Fermeture 25 novembre 1969 / — | Longueur 5,900 km           | Durée —                     | Nb. d’arrêts 19             | Matériel 7900 Hybrid            | Jours de fonctionnement L, Ma, Me, J, V, S, D | Jour / Soir / Nuit / Fêtes O / — / O / O | Voy. / an —                 | Dépôt Delta                 |
| 28    | Desserte : Schaerbeek, Bruxelles-Ville, Woluwe-Saint-Lambert - Principaux arrêts : Georges Henri • Diamant                                                                                      |                             |                             |                             |                                 |                                               |                                          |                             |                             |
| 28    | Autre : La ligne est mise en service le 25 novembre 1969 en remplacement de la ligne de tramway 28.                                                                                             |                             |                             |                             |                                 |                                               |                                          |                             |                             |
| 28    | Dernière actualisation : — |                             |                             |                             |                                 |                                               |                                          |                             |                             |
| 29    | De Brouckère ⥋ Hof ten Berg | De Brouckère ⥋ Hof ten Berg | De Brouckère ⥋ Hof ten Berg | De Brouckère ⥋ Hof ten Berg | De Brouckère ⥋ Hof ten Berg     | De Brouckère ⥋ Hof ten Berg                   | De Brouckère ⥋ Hof ten Berg              | De Brouckère ⥋ Hof ten Berg | De Brouckère ⥋ Hof ten Berg |
| 29    | Ouverture / Fermeture 19 octobre 1956 / — | Longueur 9,200 km           | Durée —                     | Nb. d’arrêts 33             | Matériel Urbanway 18 H Citaro G | Jours de fonctionnement L, Ma, Me, J, V, S, D | Jour / Soir / Nuit / Fêtes O / — / O / O | Voy. / an —                 | Dépôt Haren Petite-Île      |
| 29    | Desserte : Bruxelles-Ville, Saint-Josse-ten-Noode, Schaerbeek, Woluwe-Saint-Lambert - Principaux arrêts : Roodebeek • Diamant • Dailly • Madou • Parc • Gare Centrale • De Brouckère            |                             |                             |                             |                                 |                                               |                                          |                             |                             |
| 29    | Autre : La ligne est mise en service le 16 octobre 1956 par la STIB sous l'indice 29 entre Bruxelles La Monnaie et Woluwe-Saint-Lambert Avenue de Mai,[réf. nécessaire],.                       |                             |                             |                             |                                 |                                               |                                          |                             |                             |
| 29    | Dernière actualisation : — |                             |                             |                             |                                 |                                               |                                          |                             |                             |

## Lignes 33 à 38
| Ligne | Caractéristiques | Caractéristiques                                       | Caractéristiques                                       | Caractéristiques                                       | Caractéristiques                                       | Caractéristiques                                       | Caractéristiques                                       | Caractéristiques                                       | Caractéristiques                                       |
| 33    | Citybus | Citybus                                                | Citybus                                                | Citybus                                                | Citybus                                                | Citybus                                                | Citybus                                                | Citybus                                                | Citybus                                                |
| 33    | Louise ⥋ Dansaert | Louise ⥋ Dansaert                                      | Louise ⥋ Dansaert                                      | Louise ⥋ Dansaert                                      | Louise ⥋ Dansaert                                      | Louise ⥋ Dansaert                                      | Louise ⥋ Dansaert                                      | Louise ⥋ Dansaert                                      | Louise ⥋ Dansaert                                      |
| ----- | --- | ------------------------------------------------------ | ------------------------------------------------------ | ------------------------------------------------------ | ------------------------------------------------------ | ------------------------------------------------------ | ------------------------------------------------------ | ------------------------------------------------------ | ------------------------------------------------------ |
| 33    | Ouverture / Fermeture 1er juin 2018 / — | Longueur 2,500 km                                      | Durée —                                                | Nb. d’arrêts 14                                        | Matériel Urbino 8.9 LE Électrique                      | Jours de fonctionnement L, Ma, Me, J, V, S, D          | Jour / Soir / Nuit / Fêtes — / — / — / —               | Voy. / an —                                            | Dépôt Jacques Brel                                     |
| 33    | Desserte : Bruxelles-ville - Principaux arrêts : Louise • Porte de Namur • Royale • Petit Sablon • Chapelle • Anneessens • Bourse |                                                        |                                                        |                                                        |                                                        |                                                        |                                                        |                                                        |                                                        |
| 33    | Autre : |                                                        |                                                        |                                                        |                                                        |                                                        |                                                        |                                                        |                                                        |
| 33    | Dernière actualisation : — |                                                        |                                                        |                                                        |                                                        |                                                        |                                                        |                                                        |                                                        |
| 34    | Porte de Namur ⥋ Rond-point du Souverain / Sainte-Anne | Porte de Namur ⥋ Rond-point du Souverain / Sainte-Anne | Porte de Namur ⥋ Rond-point du Souverain / Sainte-Anne | Porte de Namur ⥋ Rond-point du Souverain / Sainte-Anne | Porte de Namur ⥋ Rond-point du Souverain / Sainte-Anne | Porte de Namur ⥋ Rond-point du Souverain / Sainte-Anne | Porte de Namur ⥋ Rond-point du Souverain / Sainte-Anne | Porte de Namur ⥋ Rond-point du Souverain / Sainte-Anne | Porte de Namur ⥋ Rond-point du Souverain / Sainte-Anne |
| 34    | Ouverture / Fermeture 17 juin 1977 / — | Longueur 7,600 km                                      | Durée 25 min                                           | Nb. d’arrêts 20                                        | Matériel Citaro G 7900 Hybrid Urbanway 18 H            | Jours de fonctionnement L, Ma, Me, J, V, S, D          | Jour / Soir / Nuit / Fêtes O / — / O / O               | Voy. / an —                                            | Dépôt Delta Haren Petite-Île                           |
| 34    | Desserte : Bruxelles-Ville, Ixelles, Etterbeek, Auderghem - Principaux arrêts :Arsenal • Luxembourg • Science • Trône • Porte de Namur |                                                        |                                                        |                                                        |                                                        |                                                        |                                                        |                                                        |                                                        |
| 34    | Autre : En semaine à raison d'un service sur deux, ainsi qu'en soirée après 20 heures de manière permanente, la ligne est limitée au trajet entre Porte de Namur et Rond-point du Souverain. |                                                        |                                                        |                                                        |                                                        |                                                        |                                                        |                                                        |                                                        |
| 34    | Dernière actualisation : — |                                                        |                                                        |                                                        |                                                        |                                                        |                                                        |                                                        |                                                        |
| 36    | Maelbeek ⥋ Konkel | Maelbeek ⥋ Konkel                                      | Maelbeek ⥋ Konkel                                      | Maelbeek ⥋ Konkel                                      | Maelbeek ⥋ Konkel                                      | Maelbeek ⥋ Konkel                                      | Maelbeek ⥋ Konkel                                      | Maelbeek ⥋ Konkel                                      | Maelbeek ⥋ Konkel                                      |
| 36    | Ouverture / Fermeture 6 novembre 1956 / — | Longueur 12,800 km                                     | Durée 47 min                                           | Nb. d’arrêts 33                                        | Matériel 7900 Hybrid                                   | Jours de fonctionnement L, Ma, Me, J, V, S, D          | Jour / Soir / Nuit / Fêtes O / — / O / O               | Voy. / an —                                            | Dépôt Delta                                            |
| 36    | Desserte : Bruxelles-Ville, Etterbeek, Woluwe-Saint-Pierre - Principaux arrêts : Stockel • Musée du Tram • Chien Vert • Jules César • Boileau • Maelbeek |                                                        |                                                        |                                                        |                                                        |                                                        |                                                        |                                                        |                                                        |
| 36    | Autre : La ligne est mise en service le 6 novembre 1956 par la STIB sous l'indice 36 entre Bruxelles La Monnaie (aujourd'hui De Brouckère) et Etterbeek Avenue des Volontaires,[réf. nécessaire],. |                                                        |                                                        |                                                        |                                                        |                                                        |                                                        |                                                        |                                                        |
| 36    | Dernière actualisation : — |                                                        |                                                        |                                                        |                                                        |                                                        |                                                        |                                                        |                                                        |
| 37    | Albert ⥋ Gare de Linkebeek | Albert ⥋ Gare de Linkebeek                             | Albert ⥋ Gare de Linkebeek                             | Albert ⥋ Gare de Linkebeek                             | Albert ⥋ Gare de Linkebeek                             | Albert ⥋ Gare de Linkebeek                             | Albert ⥋ Gare de Linkebeek                             | Albert ⥋ Gare de Linkebeek                             | Albert ⥋ Gare de Linkebeek                             |
| 37    | Ouverture / Fermeture 6 mai 2019 / — | Longueur 10 km                                         | Durée 30 min                                           | Nb. d’arrêts 21                                        | Matériel Bluebus 12 7900 Hybrid NewA330                | Jours de fonctionnement L, Ma, Me, J, V, S, D          | Jour / Soir / Nuit / Fêtes O / — / O / O               | Voy. / an —                                            | Dépôt Jacques Brel                                     |
| 37    | Desserte : Forest, Uccle - Principaux arrêts : Gare de Saint-Job • Houzeau • Héros • Albert |                                                        |                                                        |                                                        |                                                        |                                                        |                                                        |                                                        |                                                        |
| 37    | Autre : |                                                        |                                                        |                                                        |                                                        |                                                        |                                                        |                                                        |                                                        |
| 37    | Dernière actualisation : — |                                                        |                                                        |                                                        |                                                        |                                                        |                                                        |                                                        |                                                        |
| 38    | Gare Centrale ⥋ Héros | Gare Centrale ⥋ Héros                                  | Gare Centrale ⥋ Héros                                  | Gare Centrale ⥋ Héros                                  | Gare Centrale ⥋ Héros                                  | Gare Centrale ⥋ Héros                                  | Gare Centrale ⥋ Héros                                  | Gare Centrale ⥋ Héros                                  | Gare Centrale ⥋ Héros                                  |
| 38    | Ouverture / Fermeture 18 avril 1957 / — | Longueur 9,700 km                                      | Durée 40 min                                           | Nb. d’arrêts 29                                        | Matériel Citaro C2 NewA330 7900 Hybrid                 | Jours de fonctionnement L, Ma, Me, J, V, S, D          | Jour / Soir / Nuit / Fêtes O / — / O / O               | Voy. / an —                                            | Dépôt Delta Petite-Île                                 |
| 38    | Desserte : Bruxelles-Ville, Ixelles, Uccle - Principaux arrêts : Héros • Houzeau • Vleurgat • Flagey • Luxembourg • Science • Trône • Royale • Gare Centrale |                                                        |                                                        |                                                        |                                                        |                                                        |                                                        |                                                        |                                                        |
| 38    | Autre : En 1955, la Société des transports intercommunaux de Bruxelles (STIB) reprend l'exploitation des lignes des Autobus bruxellois (AB). Le 18 avril 1957, la ligne se voit attribuer l'indice 38/ pour le service O et 37 pour le E[réf. nécessaire], L'indice 37 est supprimé le 8 décembre 1970. Le parcours de la ligne 38 a été modifié à ses deux extrémités le 2 juillet 2007 : le terminus d'Uccle est déplacé du Homborch au square des Héros et celui de Bruxelles de la Gare du Nord à De Brouckère en remplacement de la ligne 60,. |                                                        |                                                        |                                                        |                                                        |                                                        |                                                        |                                                        |                                                        |
| 38    | Dernière actualisation : — |                                                        |                                                        |                                                        |                                                        |                                                        |                                                        |                                                        |                                                        |

## Lignes 41 à 49
| Ligne | Caractéristiques | Caractéristiques                    | Caractéristiques                    | Caractéristiques                    | Caractéristiques                            | Caractéristiques                              | Caractéristiques                         | Caractéristiques                    | Caractéristiques                    |
| 41    | Transvaal ⥋ Héros | Transvaal ⥋ Héros                   | Transvaal ⥋ Héros                   | Transvaal ⥋ Héros                   | Transvaal ⥋ Héros                           | Transvaal ⥋ Héros                             | Transvaal ⥋ Héros                        | Transvaal ⥋ Héros                   | Transvaal ⥋ Héros                   |
| ----- | --- | ----------------------------------- | ----------------------------------- | ----------------------------------- | ------------------------------------------- | --------------------------------------------- | ---------------------------------------- | ----------------------------------- | ----------------------------------- |
| 41    | Ouverture / Fermeture 2 mai 1991 / — | Longueur 9,900 km                   | Durée 30 min                        | Nb. d’arrêts 29                     | Matériel 7900 Hybrid                        | Jours de fonctionnement L, Ma, Me, J, V, S, D | Jour / Soir / Nuit / Fêtes O / — / O / O | Voy. / an —                         | Dépôt Delta                         |
| 41    | Desserte : Auderghem, Watermael-Boitsfort, Bruxelles-Ville, Ixelles, Uccle - Principaux arrêts : Herrmann-Debroux • Demey • Boondael Gare • Brésil • Houzeau • Héros |                                     |                                     |                                     |                                             |                                               |                                          |                                     |                                     |
| 41    | Autre : La ligne 41 fut créée le 2 mai 1991 en remplacement de la ligne 42 entre Wiener et la gare d'Uccle-Calevoet. Le 4 septembre 2006, la ligne 41 fut raccourcie de Herrmann-Debroux à Wiener afin d'éviter un double emploi avec la prolongation de la ligne de tram 94 de Wiener à Herrmann-Debroux. Le 8 janvier 2007, la ligne 96 étant supprimée, la ligne 41 est déviée à Herrmann-Debroux par l'itinéraire de la ligne 96 entre Keym et Herrmann-Debroux. Le 2 juillet 2007, à la phase 5 du réseau à Uccle, d'une part la ligne 41 fut une nouvelle fois raccourcie, depuis la gare d'Uccle-Calevoet à Héros, d'autre part la ligne a subi une modification en desservant la gare de Boondael afin d'assurer une correspondance avec les trains de la SNCB, puis elle traverse le bois de la Cambre pour rejoindre Uccle. Elle n'emprunte donc plus la chaussée de la Hulpe, sauf en cas de fermeture du bois de la Cambre, auquel cas les arrêts hippodrome de Boitsfort et réservoir sont exceptionnellement desservis. Le 16 avril 2012, l'arrêt Hôpital Deux Alice, jusqu'alors desservi par la ligne 41 vers Transvaal, est supprimé en raison de la fermeture de l’hôpital. Dès lors, au lieu d'effectuer le détour par la rue Groeselenberg, les bus empruntent l'avenue De Fré sur toute sa longueur et desservent l'arrêt Zeecrabbe comme c'était déjà le cas dans le sens opposé. |                                     |                                     |                                     |                                             |                                               |                                          |                                     |                                     |
| 41    | Dernière actualisation : — |                                     |                                     |                                     |                                             |                                               |                                          |                                     |                                     |
| 42    | Viaduc E40 ⥋ Roodebeek | Viaduc E40 ⥋ Roodebeek              | Viaduc E40 ⥋ Roodebeek              | Viaduc E40 ⥋ Roodebeek              | Viaduc E40 ⥋ Roodebeek                      | Viaduc E40 ⥋ Roodebeek                        | Viaduc E40 ⥋ Roodebeek                   | Viaduc E40 ⥋ Roodebeek              | Viaduc E40 ⥋ Roodebeek              |
| 42    | Ouverture / Fermeture 22 mai 1958 / — | Longueur 4,800 km                   | Durée 20 min                        | Nb. d’arrêts 14                     | Matériel NewA330                            | Jours de fonctionnement L, Ma, Me, J, V, S, D | Jour / Soir / Nuit / Fêtes O / — / O / O | Voy. / an —                         | Dépôt Haren                         |
| 42    | Desserte : Woluwe-Saint-Lambert, Kraainem - Principaux arrêts : Roodebeek |                                     |                                     |                                     |                                             |                                               |                                          |                                     |                                     |
| 42    | Autre : |                                     |                                     |                                     |                                             |                                               |                                          |                                     |                                     |
| 42    | Dernière actualisation : — |                                     |                                     |                                     |                                             |                                               |                                          |                                     |                                     |
| 43    | Observatoire ⥋ Vivier d'Oie | Observatoire ⥋ Vivier d'Oie         | Observatoire ⥋ Vivier d'Oie         | Observatoire ⥋ Vivier d'Oie         | Observatoire ⥋ Vivier d'Oie                 | Observatoire ⥋ Vivier d'Oie                   | Observatoire ⥋ Vivier d'Oie              | Observatoire ⥋ Vivier d'Oie         | Observatoire ⥋ Vivier d'Oie         |
| 43    | Ouverture / Fermeture 18 mars 1968 / — | Longueur 13,900 km                  | Durée —                             | Nb. d’arrêts 39                     | Matériel Citaro C2                          | Jours de fonctionnement L, Ma, Me, J, V, S, D | Jour / Soir / Nuit / Fêtes O / — / O / O | Voy. / an —                         | Dépôt Petite-Île                    |
| 43    | Desserte : Uccle, Linkebeek - Principaux arrêts : Houzeau • Héros • Globe • Uccle-Calevoet |                                     |                                     |                                     |                                             |                                               |                                          |                                     |                                     |
| 43    | Autre : En soirée après 20 heures, la ligne est limitée au trajet entre Héros et Vivier d'Oie ; en journée, de nombreux services effectuent le trajet entre Homborch et Héros. |                                     |                                     |                                     |                                             |                                               |                                          |                                     |                                     |
| 43    | Dernière actualisation : — |                                     |                                     |                                     |                                             |                                               |                                          |                                     |                                     |
| 45    | Saint-Vincent ⥋ Permeke / Roodebeek | Saint-Vincent ⥋ Permeke / Roodebeek | Saint-Vincent ⥋ Permeke / Roodebeek | Saint-Vincent ⥋ Permeke / Roodebeek | Saint-Vincent ⥋ Permeke / Roodebeek         | Saint-Vincent ⥋ Permeke / Roodebeek           | Saint-Vincent ⥋ Permeke / Roodebeek      | Saint-Vincent ⥋ Permeke / Roodebeek | Saint-Vincent ⥋ Permeke / Roodebeek |
| 45    | Ouverture / Fermeture 2 mai 1991 / — | Longueur 7,100 km                   | Durée 20 min                        | Nb. d’arrêts 18                     | Matériel Urbanway 18 H NewA330              | Jours de fonctionnement L, Ma, Me, J, V, S, D | Jour / Soir / Nuit / Fêtes O / — / O / O | Voy. / an —                         | Dépôt Haren                         |
| 45    | Desserte : Evere, Woluwe-Saint-Lambert - Principaux arrêts : Roodebeek |                                     |                                     |                                     |                                             |                                               |                                          |                                     |                                     |
| 45    | Autre : En journée, certains services sont limités au trajet entre Saint-Vincent et Permeke. |                                     |                                     |                                     |                                             |                                               |                                          |                                     |                                     |
| 45    | Dernière actualisation : — |                                     |                                     |                                     |                                             |                                               |                                          |                                     |                                     |
| 46    | Pannenhuis ⥋ Moortebeek | Pannenhuis ⥋ Moortebeek             | Pannenhuis ⥋ Moortebeek             | Pannenhuis ⥋ Moortebeek             | Pannenhuis ⥋ Moortebeek                     | Pannenhuis ⥋ Moortebeek                       | Pannenhuis ⥋ Moortebeek                  | Pannenhuis ⥋ Moortebeek             | Pannenhuis ⥋ Moortebeek             |
| 46    | Ouverture / Fermeture 11 décembre 2001 / — | Longueur 11,5 km                    | Durée 60 min                        | Nb. d’arrêts 30                     | Matériel Citaro G C2 eCitaro G              | Jours de fonctionnement L, Ma, Me, J, V, S, D | Jour / Soir / Nuit / Fêtes O / — / O / O | Voy. / an —                         | Dépôt Jacques Brel Marly Petite-Île |
| 46    | Desserte : Bruxelles-Ville, Anderlecht - Principaux arrêts : Saint-Guidon • Clemenceau • Porte d'Anderlecht • Bourse • De Brouckère • Yser • WTC • Pannenhuis |                                     |                                     |                                     |                                             |                                               |                                          |                                     |                                     |
| 46    | Autre : En journée, certains services sont limités au trajet entre Clemenceau et Moortebeek. À l'automne 2020, il était prévu le prolongement de la ligne jusque Tivoli et l'exploitation de la ligne par des bus articulés,. Le 23 septembre 2024, la ligne est prolongée jusque Pannenhuis. |                                     |                                     |                                     |                                             |                                               |                                          |                                     |                                     |
| 46    | Dernière actualisation : — |                                     |                                     |                                     |                                             |                                               |                                          |                                     |                                     |
| 47    | Heembeek ⥋ Vilvorde Station | Heembeek ⥋ Vilvorde Station         | Heembeek ⥋ Vilvorde Station         | Heembeek ⥋ Vilvorde Station         | Heembeek ⥋ Vilvorde Station                 | Heembeek ⥋ Vilvorde Station                   | Heembeek ⥋ Vilvorde Station              | Heembeek ⥋ Vilvorde Station         | Heembeek ⥋ Vilvorde Station         |
| 47    | Ouverture / Fermeture 2 juillet 1957 / — | Longueur —                          | Durée —                             | Nb. d’arrêts 23                     | Matériel NewA330 7900 Hybride               | Jours de fonctionnement L, Ma, Me, J, V, S, D | Jour / Soir / Nuit / Fêtes O / — / O / O | Voy. / an —                         | Dépôt Marly                         |
| 47    | Desserte : Bruxelles-Ville, Vilvorde - Principaux arrêts : Heembeek • Peter Benoit • Hôpital Militaire • Vilvorde Station |                                     |                                     |                                     |                                             |                                               |                                          |                                     |                                     |
| 47    | Autre : La ligne est mise en service le 3 juillet 1957 en remplacement du tramway 47 sous le même indice et itinéraire entre la place de la Bourse et l'avenue Marly à Neder-Over-Heembeek. C’est à partir de 1963 que quelques voyages desservent la commune de Vilvorde. En 2001, elle fut divisée en deux : une partie sud (L. 46), de la gare du Nord à Moortebeek, et une partie nord (L. 47), de De Brouckère à Vilvorde. Depuis le 2 mars 2020, la ligne circule uniquement entre Vilvorde et Heembeek ,. La correspondance entre les deux moitiés de l'ancienne ligne n'est plus assurée que par l'intermédiaire du tram 3. Le 23 septembre 2024, l'itinéraire de la ligne est modifié à la suite de la mise en service de la ligne 10 du tramway. |                                     |                                     |                                     |                                             |                                               |                                          |                                     |                                     |
| 47    | Dernière actualisation : — |                                     |                                     |                                     |                                             |                                               |                                          |                                     |                                     |
| 48    | Anneessens ⥋ Decroly | Anneessens ⥋ Decroly                | Anneessens ⥋ Decroly                | Anneessens ⥋ Decroly                | Anneessens ⥋ Decroly                        | Anneessens ⥋ Decroly                          | Anneessens ⥋ Decroly                     | Anneessens ⥋ Decroly                | Anneessens ⥋ Decroly                |
| 48    | Ouverture / Fermeture 21 novembre 1961 / — | Longueur 8,500 km                   | Durée 30 min                        | Nb. d’arrêts 24                     | Matériel Citaro C2 Citaro G C2              | Jours de fonctionnement L, Ma, Me, J, V, S, D | Jour / Soir / Nuit / Fêtes O / — / O / O | Voy. / an —                         | Dépôt Petite-Île                    |
| 48    | Desserte : Bruxelles-Ville, Saint-Gilles, Forest, Uccle - Principaux arrêts : Anneessens • Grand-Place • Porte de Hal • Gare du Midi • Avenue du Roi • Albert • Altitude 100 • Decroly |                                     |                                     |                                     |                                             |                                               |                                          |                                     |                                     |
| 48    | Autre : - À certains services, la ligne est limitée au trajet entre Decroly et Porte de Hal ou Rochefort Trajet modifié le 1er septembre 2021. - Dès la rentrée 2021, la ligne passe à la gare du Midi et change de couleur de passant du vert foncé à l'orange. La ligne est mise en service le 21 novembre 1961 en remplacement de la ligne de tramway 48[réf. nécessaire],. |                                     |                                     |                                     |                                             |                                               |                                          |                                     |                                     |
| 48    | Dernière actualisation : — |                                     |                                     |                                     |                                             |                                               |                                          |                                     |                                     |
| 49    | Gare du Midi ⥋ Simonis | Gare du Midi ⥋ Simonis              | Gare du Midi ⥋ Simonis              | Gare du Midi ⥋ Simonis              | Gare du Midi ⥋ Simonis                      | Gare du Midi ⥋ Simonis                        | Gare du Midi ⥋ Simonis                   | Gare du Midi ⥋ Simonis              | Gare du Midi ⥋ Simonis              |
| 49    | Ouverture / Fermeture 16 juillet 1956 / — | Longueur 12,050 km                  | Durée —                             | Nb. d’arrêts 30                     | Matériel Citaro G Citaro G C2 Urbanway 18 H | Jours de fonctionnement L, Ma, Me, J, V, S, D | Jour / Soir / Nuit / Fêtes O / — / O / O | Voy. / an —                         | Dépôt Jacques Brel Haren Petite-Île |
| 49    | Desserte : Koekelberg, Molenbeek-Saint-Jean, Anderlecht, Forest, Saint-Gilles - Principaux arrêts : Gare du Midi • Avenue du Roi • Saint-Guidon • Cimetière de Molenbeek • Sippelberg • Simonis |                                     |                                     |                                     |                                             |                                               |                                          |                                     |                                     |
| 49    | Autre : La ligne est mise en service le 16 juillet 1956 par la STIB sous l'indice 49 entre la gare de Bruxelles-Midi et la place Émile Bockstael à Laeken,[réf. nécessaire],. |                                     |                                     |                                     |                                             |                                               |                                          |                                     |                                     |
| 49    | Dernière actualisation : — |                                     |                                     |                                     |                                             |                                               |                                          |                                     |                                     |

## Lignes 50 à 59
| Ligne | Caractéristiques | Caractéristiques                                                         | Caractéristiques                                                         | Caractéristiques                                                         | Caractéristiques                                                         | Caractéristiques                                                         | Caractéristiques                                                         | Caractéristiques                                                         | Caractéristiques                                                         |
| 50    | Gare du Midi ⥋ Lot Station | Gare du Midi ⥋ Lot Station                                               | Gare du Midi ⥋ Lot Station                                               | Gare du Midi ⥋ Lot Station                                               | Gare du Midi ⥋ Lot Station                                               | Gare du Midi ⥋ Lot Station                                               | Gare du Midi ⥋ Lot Station                                               | Gare du Midi ⥋ Lot Station                                               | Gare du Midi ⥋ Lot Station                                               |
| ----- | --- | ------------------------------------------------------------------------ | ------------------------------------------------------------------------ | ------------------------------------------------------------------------ | ------------------------------------------------------------------------ | ------------------------------------------------------------------------ | ------------------------------------------------------------------------ | ------------------------------------------------------------------------ | ------------------------------------------------------------------------ |
| 50    | Ouverture / Fermeture 18 avril 1957 / — | Longueur 10,500 km                                                       | Durée —                                                                  | Nb. d’arrêts 25                                                          | Matériel Citaro C2 NewA330 7900 Hybride                                  | Jours de fonctionnement L, Ma, Me, J, V, S, D                            | Jour / Soir / Nuit / Fêtes O / — / O / O                                 | Voy. / an —                                                              | Dépôt Jacques Brel Petite-Île                                            |
| 50    | Desserte : Saint-Gilles, Forest, Uccle Drogenbos, Leeuw-Saint-Pierre, Beersel - Principaux arrêts : Gare du Midi • Avenue du Roi • Forest Centre • Uccle Sport • Gilson • Ruisbroek Centrum • Lot Station |                                                                          |                                                                          |                                                                          |                                                                          |                                                                          |                                                                          |                                                                          |                                                                          |
| 50    | Autre : En 1955, la Société des transports intercommunaux de Bruxelles (STIB) reprend l'exploitation des lignes des Autobus bruxellois (AB). Le 18 avril 1957, la ligne se voit attribuer l'indice 50[réf. nécessaire],. |                                                                          |                                                                          |                                                                          |                                                                          |                                                                          |                                                                          |                                                                          |                                                                          |
| 50    | Dernière actualisation : — |                                                                          |                                                                          |                                                                          |                                                                          |                                                                          |                                                                          |                                                                          |                                                                          |
| 52    | Gare Centrale ⥋ Forest (Bervoets) | Gare Centrale ⥋ Forest (Bervoets)                                        | Gare Centrale ⥋ Forest (Bervoets)                                        | Gare Centrale ⥋ Forest (Bervoets)                                        | Gare Centrale ⥋ Forest (Bervoets)                                        | Gare Centrale ⥋ Forest (Bervoets)                                        | Gare Centrale ⥋ Forest (Bervoets)                                        | Gare Centrale ⥋ Forest (Bervoets)                                        | Gare Centrale ⥋ Forest (Bervoets)                                        |
| 52    | Ouverture / Fermeture 1er septembre 2021 / — | Longueur 6 km                                                            | Durée 20 min                                                             | Nb. d’arrêts 13                                                          | Matériel 7900 Hybride NewA330                                            | Jours de fonctionnement L, Ma, Me, J, V, S, D                            | Jour / Soir / Nuit / Fêtes O / O / N / O                                 | Voy. / an —                                                              | Dépôt Jacques Brel                                                       |
| 52    | Desserte : Bruxelles, Saint-Gilles, Forest - Principaux arrêts : Gare Centrale, Porte de Hal • Barrière • Forest National. |                                                                          |                                                                          |                                                                          |                                                                          |                                                                          |                                                                          |                                                                          |                                                                          |
| 52    | Autre : Fréquence (minutes entre passages) : 12 (pointe), 15 (heures creuses), 20 (soirée). |                                                                          |                                                                          |                                                                          |                                                                          |                                                                          |                                                                          |                                                                          |                                                                          |
| 52    | Dernière actualisation : — |                                                                          |                                                                          |                                                                          |                                                                          |                                                                          |                                                                          |                                                                          |                                                                          |
| 53    | Westland Shopping ⥋ Hôpital Militaire | Westland Shopping ⥋ Hôpital Militaire                                    | Westland Shopping ⥋ Hôpital Militaire                                    | Westland Shopping ⥋ Hôpital Militaire                                    | Westland Shopping ⥋ Hôpital Militaire                                    | Westland Shopping ⥋ Hôpital Militaire                                    | Westland Shopping ⥋ Hôpital Militaire                                    | Westland Shopping ⥋ Hôpital Militaire                                    | Westland Shopping ⥋ Hôpital Militaire                                    |
| 53    | Ouverture / Fermeture 21 juin 1975 / — | Longueur 14,400 km                                                       | Durée 40 min                                                             | Nb. d’arrêts 36                                                          | Matériel eCitaro G                                                       | Jours de fonctionnement L, Ma, Me, J, V, S, D                            | Jour / Soir / Nuit / Fêtes O / — / O / O                                 | Voy. / an —                                                              | Dépôt Marly                                                              |
| 53    | Desserte : Jette, Bruxelles-Ville, Molenbeek-Saint-Jean, Anderlecht - Principaux arrêts : Westland Shopping • Prince de Liège • Miroir • Woeste • Bockstael • De Wand • Val Maria • Hôpital Militaire |                                                                          |                                                                          |                                                                          |                                                                          |                                                                          |                                                                          |                                                                          |                                                                          |
| 53    | Autre : Fréquence (minutes entre passages) : 7,5 (pointe), 10 (heures creuses), 15 (soirée). ancien terminus : UZ-VUB |                                                                          |                                                                          |                                                                          |                                                                          |                                                                          |                                                                          |                                                                          |                                                                          |
| 53    | Dernière actualisation : — |                                                                          |                                                                          |                                                                          |                                                                          |                                                                          |                                                                          |                                                                          |                                                                          |
| 54    | Forest (Bervoets) ⥋ Trône | Forest (Bervoets) ⥋ Trône                                                | Forest (Bervoets) ⥋ Trône                                                | Forest (Bervoets) ⥋ Trône                                                | Forest (Bervoets) ⥋ Trône                                                | Forest (Bervoets) ⥋ Trône                                                | Forest (Bervoets) ⥋ Trône                                                | Forest (Bervoets) ⥋ Trône                                                | Forest (Bervoets) ⥋ Trône                                                |
| 54    | Ouverture / Fermeture 15 février 1964 / — | Longueur 7,700 km                                                        | Durée 25 min                                                             | Nb. d’arrêts 22                                                          | Matériel NewA330 7900 Hybride                                            | Jours de fonctionnement L, Ma, Me, J, V, S, D                            | Jour / Soir / Nuit / Fêtes O / — / O / O                                 | Voy. / an —                                                              | Dépôt Jacques Brel                                                       |
| 54    | Desserte : Ixelles, Bruxelles-Ville, Saint-Gilles, Forest - Principaux arrêts : Forest Centre • Albert • Bailli • Porte de Namur • Trône |                                                                          |                                                                          |                                                                          |                                                                          |                                                                          |                                                                          |                                                                          |                                                                          |
| 54    | Autre : À certains services, la ligne est limitée au trajet entre Porte de Namur et Trône . La ligne est mise en service le 15 février 1964 en remplacement de la ligne de trolleybus 54 Forest - Machelen en gardant le même itinéraire et indice. Le 2 juillet 2007, lors de la 5e phase de restructuration du réseau de la STIB commencée en 2001, la ligne est scindée en deux, la section Bruxelles-Luxembourg - Machelen Église est reprise par une nouvelle ligne sous l'indice 64, le terminus de la ligne est ramené de Machelen à la gare de Bruxelles-Luxembourg. |                                                                          |                                                                          |                                                                          |                                                                          |                                                                          |                                                                          |                                                                          |                                                                          |
| 54    | Dernière actualisation : — |                                                                          |                                                                          |                                                                          |                                                                          |                                                                          |                                                                          |                                                                          |                                                                          |
| 56    | Schuman (Maelbeek en raison de travaux sur le rond-point Schuman) ⥋ Buda | Schuman (Maelbeek en raison de travaux sur le rond-point Schuman) ⥋ Buda | Schuman (Maelbeek en raison de travaux sur le rond-point Schuman) ⥋ Buda | Schuman (Maelbeek en raison de travaux sur le rond-point Schuman) ⥋ Buda | Schuman (Maelbeek en raison de travaux sur le rond-point Schuman) ⥋ Buda | Schuman (Maelbeek en raison de travaux sur le rond-point Schuman) ⥋ Buda | Schuman (Maelbeek en raison de travaux sur le rond-point Schuman) ⥋ Buda | Schuman (Maelbeek en raison de travaux sur le rond-point Schuman) ⥋ Buda | Schuman (Maelbeek en raison de travaux sur le rond-point Schuman) ⥋ Buda |
| 56    | Ouverture / Fermeture 2 mars 2020 / — | Longueur —                                                               | Durée 45 - 60 min                                                        | Nb. d’arrêts 28                                                          | Matériel NewA330 7900 Hybride                                            | Jours de fonctionnement L, Ma, Me, J, V                                  | Jour / Soir / Nuit / Fêtes O / — / N / N                                 | Voy. / an —                                                              | Dépôt Marly                                                              |
| 56    | Desserte : Bruxelles-Ville, Schaerbeek - Principaux arrêts : Schuman • Dailly • Verboeckhoven • Docks Bruxsel • Van Praet • Hôpital militaire • Buda |                                                                          |                                                                          |                                                                          |                                                                          |                                                                          |                                                                          |                                                                          |                                                                          |
| 56    | Autre : Mise en service le 2 mars 2020, Le temps de parcours sera d'environ 45 minutes,. Depuis le 30 juin 2025 l'arrêt Coteaux a changé de nom et est devenu Paul Deschanel |                                                                          |                                                                          |                                                                          |                                                                          |                                                                          |                                                                          |                                                                          |                                                                          |
| 56    | Dernière actualisation : — |                                                                          |                                                                          |                                                                          |                                                                          |                                                                          |                                                                          |                                                                          |                                                                          |
| ?     | ? ⥋ ? | ? ⥋ ?                                                                    | ? ⥋ ?                                                                    | ? ⥋ ?                                                                    | ? ⥋ ?                                                                    | ? ⥋ ?                                                                    | ? ⥋ ?                                                                    | ? ⥋ ?                                                                    | ? ⥋ ?                                                                    |
| ?     | Ouverture / Fermeture — / — | Longueur —                                                               | Durée —                                                                  | Nb. d’arrêts —                                                           | Matériel —                                                               | Jours de fonctionnement —                                                | Jour / Soir / Nuit / Fêtes — / — / — / —                                 | Voy. / an —                                                              | Dépôt —                                                                  |
| ?     | Desserte : — |                                                                          |                                                                          |                                                                          |                                                                          |                                                                          |                                                                          |                                                                          |                                                                          |
| ?     | Autre : |                                                                          |                                                                          |                                                                          |                                                                          |                                                                          |                                                                          |                                                                          |                                                                          |
| ?     | Dernière actualisation : — |                                                                          |                                                                          |                                                                          |                                                                          |                                                                          |                                                                          |                                                                          |                                                                          |
| 58    | Albert II ⥋ Vilvoorde Station | Albert II ⥋ Vilvoorde Station                                            | Albert II ⥋ Vilvoorde Station                                            | Albert II ⥋ Vilvoorde Station                                            | Albert II ⥋ Vilvoorde Station                                            | Albert II ⥋ Vilvoorde Station                                            | Albert II ⥋ Vilvoorde Station                                            | Albert II ⥋ Vilvoorde Station                                            | Albert II ⥋ Vilvoorde Station                                            |
| 58    | Ouverture / Fermeture 4 décembre 1993 / — | Longueur 11,200 km                                                       | Durée —                                                                  | Nb. d’arrêts 26                                                          | Matériel 7900 Hybride NewA330                                            | Jours de fonctionnement L, Ma, Me, J, V, S, D                            | Jour / Soir / Nuit / Fêtes O / — / O / O                                 | Voy. / an —                                                              | Dépôt Haren Marly                                                        |
| 58    | Desserte : Bruxelles-Ville, Schaerbeek, Vilvorde - Principaux arrêts : Rogier • Gare du Nord • WTC • Masui • Princesse Élisabeth • Docks Bruxsel • Rive Droite • Drie Fonteinen • Vilvorde Station |                                                                          |                                                                          |                                                                          |                                                                          |                                                                          |                                                                          |                                                                          |                                                                          |
| 58    | Autre : La ligne est mise en service le 26 septembre 1993 sous l'indice 58 entre Bruxelles et la gare de Vilvorde en remplacement du tramway 58 sur cette section, le tramway reste néanmoins exploité entre Schaerbeek et Berchem-Saint-Agathe jusqu'au 3 décembre 1993, date de sa suppression. |                                                                          |                                                                          |                                                                          |                                                                          |                                                                          |                                                                          |                                                                          |                                                                          |
| 58    | Dernière actualisation : — |                                                                          |                                                                          |                                                                          |                                                                          |                                                                          |                                                                          |                                                                          |                                                                          |
| 59    | Hôpital Etterbeek-Ixelles ⥋ Bordet Station | Hôpital Etterbeek-Ixelles ⥋ Bordet Station                               | Hôpital Etterbeek-Ixelles ⥋ Bordet Station                               | Hôpital Etterbeek-Ixelles ⥋ Bordet Station                               | Hôpital Etterbeek-Ixelles ⥋ Bordet Station                               | Hôpital Etterbeek-Ixelles ⥋ Bordet Station                               | Hôpital Etterbeek-Ixelles ⥋ Bordet Station                               | Hôpital Etterbeek-Ixelles ⥋ Bordet Station                               | Hôpital Etterbeek-Ixelles ⥋ Bordet Station                               |
| 59    | Ouverture / Fermeture 31 janvier 1975 / — | Longueur 11,000 km                                                       | Durée —                                                                  | Nb. d’arrêts 30                                                          | Matériel Citaro C2 NewA330                                               | Jours de fonctionnement L, Ma, Me, J, V, S, D                            | Jour / Soir / Nuit / Fêtes O / — / O / O                                 | Voy. / an —                                                              | Dépôt Haren                                                              |
| 59    | Desserte : Ixelles, Etterbeek, Bruxelles-Ville, Saint-Josse-ten-Noode, Schaerbeek, Evere - Principaux arrêts : Hôpital Etterbeek-Ixelles • Maelbeek • Princesse Élisabeth • Schaerbeek Gare • Vandenhoven • Bordet Station |                                                                          |                                                                          |                                                                          |                                                                          |                                                                          |                                                                          |                                                                          |                                                                          |
| 59    | Autre : La ligne est mise en service le 7 novembre 1961 en remplacement de la ligne de tramway 5 dont elle conserve l'itinéraire et l'indice[réf. nécessaire],. Le 16 avril 1968 lors de la 6e phase de restructuration du réseau, elle est limitée de la Bourse à la place Flagey. Le 31 janvier 1975, la ligne est renumérotée 59[réf. nécessaire],. |                                                                          |                                                                          |                                                                          |                                                                          |                                                                          |                                                                          |                                                                          |                                                                          |
| 59    | Dernière actualisation : — |                                                                          |                                                                          |                                                                          |                                                                          |                                                                          |                                                                          |                                                                          |                                                                          |

## Lignes 60 à 69
| Ligne | Caractéristiques | Caractéristiques                       | Caractéristiques                       | Caractéristiques                       | Caractéristiques                                  | Caractéristiques                              | Caractéristiques                         | Caractéristiques                       | Caractéristiques                       |
| 60    | Ambiorix ⥋ Uccle-Calevoet | Ambiorix ⥋ Uccle-Calevoet              | Ambiorix ⥋ Uccle-Calevoet              | Ambiorix ⥋ Uccle-Calevoet              | Ambiorix ⥋ Uccle-Calevoet                         | Ambiorix ⥋ Uccle-Calevoet                     | Ambiorix ⥋ Uccle-Calevoet                | Ambiorix ⥋ Uccle-Calevoet              | Ambiorix ⥋ Uccle-Calevoet              |
| ----- | --- | -------------------------------------- | -------------------------------------- | -------------------------------------- | ------------------------------------------------- | --------------------------------------------- | ---------------------------------------- | -------------------------------------- | -------------------------------------- |
| 60    | Ouverture / Fermeture — / — | Longueur 10,700 km                     | Durée 47 min                           | Nb. d’arrêts 33                        | Matériel 7900 Hybrid                              | Jours de fonctionnement L, Ma, Me, J, V, S, D | Jour / Soir / Nuit / Fêtes O / — / O / O | Voy. / an —                            | Dépôt Delta                            |
| 60    | Desserte : Bruxelles-Ville, Etterbeek, Ixelles, Uccle - Principaux arrêts : Ambiorix • Schuman • Flagey • Cavell • Station St-Job • Uccle-Calevoet |                                        |                                        |                                        |                                                   |                                               |                                          |                                        |                                        |
| 60    | Autre : |                                        |                                        |                                        |                                                   |                                               |                                          |                                        |                                        |
| 60    | Dernière actualisation : — |                                        |                                        |                                        |                                                   |                                               |                                          |                                        |                                        |
| 61    | Gare du Nord ⥋ Montgomery | Gare du Nord ⥋ Montgomery              | Gare du Nord ⥋ Montgomery              | Gare du Nord ⥋ Montgomery              | Gare du Nord ⥋ Montgomery                         | Gare du Nord ⥋ Montgomery                     | Gare du Nord ⥋ Montgomery                | Gare du Nord ⥋ Montgomery              | Gare du Nord ⥋ Montgomery              |
| 61    | Ouverture / Fermeture — / — | Longueur 5,900 km                      | Durée 25 min                           | Nb. d’arrêts 19                        | Matériel 7900 Hybrid                              | Jours de fonctionnement L, Ma, Me, J, V, S, D | Jour / Soir / Nuit / Fêtes O / — / O / O | Voy. / an —                            | Dépôt Delta                            |
| 61    | Desserte : Schaerbeek, Bruxelles-Ville, Saint-Josse-ten-Noode, Etterbeek, Woluwe-Saint-Pierre - Principaux arrêts : Gare du Nord • Rogier • Botanique • Chasseurs Ardennais • Merode • Montgomery |                                        |                                        |                                        |                                                   |                                               |                                          |                                        |                                        |
| 61    | Autre : La ligne est mise en service le 1er octobre 1987 entre Bruxelles-Nord et le Square Maréchal Montgomery à Woluwe-Saint-Pierre en remplacement de la ligne de tramway 62 sur cette section,[réf. nécessaire],. |                                        |                                        |                                        |                                                   |                                               |                                          |                                        |                                        |
| 61    | Dernière actualisation : — |                                        |                                        |                                        |                                                   |                                               |                                          |                                        |                                        |
| 63    | Gare Centrale ⥋ Cimetière de Bruxelles | Gare Centrale ⥋ Cimetière de Bruxelles | Gare Centrale ⥋ Cimetière de Bruxelles | Gare Centrale ⥋ Cimetière de Bruxelles | Gare Centrale ⥋ Cimetière de Bruxelles            | Gare Centrale ⥋ Cimetière de Bruxelles        | Gare Centrale ⥋ Cimetière de Bruxelles   | Gare Centrale ⥋ Cimetière de Bruxelles | Gare Centrale ⥋ Cimetière de Bruxelles |
| 63    | Ouverture / Fermeture 1970 / — | Longueur 7,310 km                      | Durée 30 min                           | Nb. d’arrêts 26                        | Matériel Urbanway 18 H                            | Jours de fonctionnement L, Ma, Me, J, V, S, D | Jour / Soir / Nuit / Fêtes O / — / O / O | Voy. / an —                            | Dépôt Haren                            |
| 63    | Desserte : Bruxelles-Ville, Saint-Josse-ten-Noode, Schaerbeek, Evere - Principaux arrêts : Gare Centrale • Parc • Madou • Meiser • Cimetière de Bruxelles |                                        |                                        |                                        |                                                   |                                               |                                          |                                        |                                        |
| 63    | Autre : |                                        |                                        |                                        |                                                   |                                               |                                          |                                        |                                        |
| 63    | Dernière actualisation : — |                                        |                                        |                                        |                                                   |                                               |                                          |                                        |                                        |
| 64    | Porte de Namur ⥋ Bordet Station | Porte de Namur ⥋ Bordet Station        | Porte de Namur ⥋ Bordet Station        | Porte de Namur ⥋ Bordet Station        | Porte de Namur ⥋ Bordet Station                   | Porte de Namur ⥋ Bordet Station               | Porte de Namur ⥋ Bordet Station          | Porte de Namur ⥋ Bordet Station        | Porte de Namur ⥋ Bordet Station        |
| 64    | Ouverture / Fermeture 2 juillet 2007 / — | Longueur 13,000 km                     | Durée 45 min                           | Nb. d’arrêts 25                        | Matériel Urbino 18 Electric Urbanway 18 H NewA330 | Jours de fonctionnement L, Ma, Me, J, V, S, D | Jour / Soir / Nuit / Fêtes O / — / O / O | Voy. / an —                            | Dépôt Haren                            |
| 64    | Desserte : Bruxelles-Ville, Ixelles, Schaerbeek, Bordet Station - Principaux arrêts : Porte de Namur • Trône • Maelbeek • Ambiorix • Patrie • Gare de Bordet |                                        |                                        |                                        |                                                   |                                               |                                          |                                        |                                        |
| 64    | Autre : La ligne est mise en service le 2 juillet 2007 lors de la 5e phase de restructuration du réseau de la STIB commencée en 2001, sous l'indice 64 entre la porte de Namur à Bruxelles et l'église de Machelen en reprenant la section Bruxelles-Luxembourg - Machelen Église de la ligne 54 scindée en deux. Le 31 août 2019, la ligne abandonne la section Evere Vandenhoven - Machelen Église qui est reprise par les lignes 65 et 80 et est déviée depuis Vandenhoven vers la gare de Bordet. |                                        |                                        |                                        |                                                   |                                               |                                          |                                        |                                        |
| 64    | Dernière actualisation : — |                                        |                                        |                                        |                                                   |                                               |                                          |                                        |                                        |
| 65    | Gare Centrale ⥋ Machelen | Gare Centrale ⥋ Machelen               | Gare Centrale ⥋ Machelen               | Gare Centrale ⥋ Machelen               | Gare Centrale ⥋ Machelen                          | Gare Centrale ⥋ Machelen                      | Gare Centrale ⥋ Machelen                 | Gare Centrale ⥋ Machelen               | Gare Centrale ⥋ Machelen               |
| 65    | Ouverture / Fermeture — / — | Longueur 8,400 km                      | Durée 65 min                           | Nb. d’arrêts 40                        | Matériel Citaro C2 NewA330                        | Jours de fonctionnement L, Ma, Me, J, V, S, D | Jour / Soir / Nuit / Fêtes O / — / O / O | Voy. / an —                            | Dépôt Haren                            |
| 65    | Desserte : Bruxelles-Ville, Saint-Josse-ten-Noode, Schaerbeek, Evere, Machelen - Principaux arrêts : Gare Centrale • Parc • Madou • Coteaux • Conscience • Notre-Dame • Gare de Bordet • Haren • Machelen |                                        |                                        |                                        |                                                   |                                               |                                          |                                        |                                        |
| 65    | Autre : La ligne est mise en service le 26 novembre 1957 en remplacement du tramway 65 dont elle garde l'indice et l'itinéraire. Le 2 juillet 2007, lors de la 5e phase de restructuration du réseau de la STIB commencée en 2001, le terminus est ramené de De Brouckère à la Gare Centrale. Le 31 août 2019, la ligne est prolongée de gare de Bordet vers l'église de Machelen en remplacement de la ligne 64 de concert avec la ligne 80.                                                         |                                        |                                        |                                        |                                                   |                                               |                                          |                                        |                                        |
| 65    | Dernière actualisation : — |                                        |                                        |                                        |                                                   |                                               |                                          |                                        |                                        |
| 66    | Gare Centrale ⥋ Péage | Gare Centrale ⥋ Péage                  | Gare Centrale ⥋ Péage                  | Gare Centrale ⥋ Péage                  | Gare Centrale ⥋ Péage                             | Gare Centrale ⥋ Péage                         | Gare Centrale ⥋ Péage                    | Gare Centrale ⥋ Péage                  | Gare Centrale ⥋ Péage                  |
| 66    | Ouverture / Fermeture — / — | Longueur 8,900 km                      | Durée 40 min                           | Nb. d’arrêts 28                        | Matériel Urbanway 18 H                            | Jours de fonctionnement L, Ma, Me, J, V, S, D | Jour / Soir / Nuit / Fêtes O / — / O / O | Voy. / an —                            | Dépôt Haren                            |
| 66    | Desserte : Bruxelles-Ville, Saint-Josse-ten-Noode, Schaerbeek, Evere - Principaux arrêts : Gare Centrale • Parc • Madou • Coteaux • Louis Bertrand • Conscience • Station Evere • Evere Shopping • Cimetière de Bruxelles • Péage |                                        |                                        |                                        |                                                   |                                               |                                          |                                        |                                        |
| 66    | Autre : Certains services desservent le tronçon entre Gare Centrale et De Brouckère uniquement. La ligne est mise en service le 21 janvier 1958 en remplacement de la ligne de tramway 66[réf. nécessaire],. Ancien terminus : De Brouckère. Depuis le 30 juin l'arrêt Coteaux des bus 56 et 66 a changé de nom pour devenir Paul Deschanel. |                                        |                                        |                                        |                                                   |                                               |                                          |                                        |                                        |
| 66    | Dernière actualisation : — |                                        |                                        |                                        |                                                   |                                               |                                          |                                        |                                        |
| 69    | Jules Bordet ⥋ Schaerbeek Gare | Jules Bordet ⥋ Schaerbeek Gare         | Jules Bordet ⥋ Schaerbeek Gare         | Jules Bordet ⥋ Schaerbeek Gare         | Jules Bordet ⥋ Schaerbeek Gare                    | Jules Bordet ⥋ Schaerbeek Gare                | Jules Bordet ⥋ Schaerbeek Gare           | Jules Bordet ⥋ Schaerbeek Gare         | Jules Bordet ⥋ Schaerbeek Gare         |
| 69    | Ouverture / Fermeture 16 octobre 2001 / — | Longueur 4,030 km                      | Durée 15 min                           | Nb. d’arrêts 10                        | Matériel NewA330 Urbanway 18 H Citaro C2          | Jours de fonctionnement L, Ma, Me, J, V       | Jour / Soir / Nuit / Fêtes O / — / N / N | Voy. / an —                            | Dépôt Haren                            |
| 69    | Desserte : Evere, Bruxelles-Ville, Schaerbeek - Principaux arrêts : Jules Bordet • Bordet Station • Vandenhoven • Zenobe Gramme • Schaerbeek Gare |                                        |                                        |                                        |                                                   |                                               |                                          |                                        |                                        |
| 69    | Autre : La ligne ne circule qu'aux heures de pointe en semaine ; certains services desservent le tronçon entre Jules Bordet et Bordet Station uniquement. |                                        |                                        |                                        |                                                   |                                               |                                          |                                        |                                        |
| 69    | Dernière actualisation : — |                                        |                                        |                                        |                                                   |                                               |                                          |                                        |                                        |

## Lignes 70 à 79
| Ligne | Caractéristiques | Caractéristiques                | Caractéristiques                | Caractéristiques                | Caractéristiques                | Caractéristiques                              | Caractéristiques                         | Caractéristiques                | Caractéristiques                |
| 70    | Gare du Nord ⥋ Bienfaiteurs | Gare du Nord ⥋ Bienfaiteurs     | Gare du Nord ⥋ Bienfaiteurs     | Gare du Nord ⥋ Bienfaiteurs     | Gare du Nord ⥋ Bienfaiteurs     | Gare du Nord ⥋ Bienfaiteurs                   | Gare du Nord ⥋ Bienfaiteurs              | Gare du Nord ⥋ Bienfaiteurs     | Gare du Nord ⥋ Bienfaiteurs     |
| ----- | --- | ------------------------------- | ------------------------------- | ------------------------------- | ------------------------------- | --------------------------------------------- | ---------------------------------------- | ------------------------------- | ------------------------------- |
| 70    | Ouverture / Fermeture 16 juin 2025 / — | Longueur 3,100 km               | Durée —                         | Nb. d’arrêts 8                  | Matériel 7900 Hybrid            | Jours de fonctionnement L, Ma, Me, J, V, S, D | Jour / Soir / Nuit / Fêtes O / O / — / — | Voy. / an —                     | Dépôt —                         |
| 70    | Desserte : Schaerbeek, Saint-Josse-ten-Noode - Principaux arrêts : Gare du Nord • Rogier • Botanique • Robiano • Bienfaiteurs |                                 |                                 |                                 |                                 |                                               |                                          |                                 |                                 |
| 70    | Autre : Ligne temporaire le temps des travaux Rue Rogier du 16 juin 2025 au 31 août 2025 en remplacement des trams 25 interrompu entre Gare du Nord et Lefrancq et 62 interrompu entre Heysel et Bienfaiteurs.                                                                                     |                                 |                                 |                                 |                                 |                                               |                                          |                                 |                                 |
| 70    | Dernière actualisation : — |                                 |                                 |                                 |                                 |                                               |                                          |                                 |                                 |
| 71    | De Brouckère ⥋ Delta | De Brouckère ⥋ Delta            | De Brouckère ⥋ Delta            | De Brouckère ⥋ Delta            | De Brouckère ⥋ Delta            | De Brouckère ⥋ Delta                          | De Brouckère ⥋ Delta                     | De Brouckère ⥋ Delta            | De Brouckère ⥋ Delta            |
| 71    | Ouverture / Fermeture novembre 1972 / — | Longueur 7,600 km               | Durée 38 min                    | Nb. d’arrêts 24                 | Matériel Citaro G Urbanway 18 H | Jours de fonctionnement L, Ma, Me, J, V, S, D | Jour / Soir / Nuit / Fêtes O / O / O / O | Voy. / an 8 500 000             | Dépôt Delta Haren               |
| 71    | Desserte : Bruxelles-Ville, Ixelles, Auderghem - Principaux arrêts : De Brouckère • Gare Centrale • Porte de Namur • Flagey • ULB • Cimetière d'Ixelles • Beaulieu • Delta |                                 |                                 |                                 |                                 |                                               |                                          |                                 |                                 |
| 71    | Autre : Le jeudi (sauf grandes vacances), circule jusqu'à 3h du matin. Dernier départ Delta ↔ De Brouckère : 02:29 Dernier départ De Brouckère ↔ Delta 03:02 . Ligne pionnière de l'accessibilté sur le réseau STIB depuis 2005. Elle est créée en remplacement partiel de la ligne de tramway 32. |                                 |                                 |                                 |                                 |                                               |                                          |                                 |                                 |
| 71    | Dernière actualisation : — |                                 |                                 |                                 |                                 |                                               |                                          |                                 |                                 |
| 72    | ADEPS ⥋ ULB | ADEPS ⥋ ULB                     | ADEPS ⥋ ULB                     | ADEPS ⥋ ULB                     | ADEPS ⥋ ULB                     | ADEPS ⥋ ULB                                   | ADEPS ⥋ ULB                              | ADEPS ⥋ ULB                     | ADEPS ⥋ ULB                     |
| 72    | Ouverture / Fermeture 2 octobre 1989 / — | Longueur 5,200 km               | Durée 20 min                    | Nb. d’arrêts 14                 | Matériel 7900 Hybrid            | Jours de fonctionnement L, Ma, Me, J, V, S, D | Jour / Soir / Nuit / Fêtes O / — / N / O | Voy. / an —                     | Dépôt Delta                     |
| 72    | Desserte : Ixelles, Auderghem - Principaux arrêts : ULB • Cimetière d'Ixelles • Delta • Demey • Herrmann-Debroux • ADEPS |                                 |                                 |                                 |                                 |                                               |                                          |                                 |                                 |
| 72    | Autre : Certains services ne desservent pas la section entre Delta et ADEPS. |                                 |                                 |                                 |                                 |                                               |                                          |                                 |                                 |
| 72    | Dernière actualisation : — |                                 |                                 |                                 |                                 |                                               |                                          |                                 |                                 |
| 73    | Gare du Midi ⥋ CERIA | Gare du Midi ⥋ CERIA            | Gare du Midi ⥋ CERIA            | Gare du Midi ⥋ CERIA            | Gare du Midi ⥋ CERIA            | Gare du Midi ⥋ CERIA                          | Gare du Midi ⥋ CERIA                     | Gare du Midi ⥋ CERIA            | Gare du Midi ⥋ CERIA            |
| 73    | Ouverture / Fermeture 7 mars 2022 / — | Longueur —                      | Durée 20 min                    | Nb. d’arrêts 10                 | Matériel Citaro C2              | Jours de fonctionnement L, Ma, Me, J, V, S, D | Jour / Soir / Nuit / Fêtes O / O / N / O | Voy. / an —                     | Dépôt Petite-Île                |
| 73    | Desserte : Saint-Gilles, Anderlecht - Principaux arrêts : Gare du Midi • Digue du Canal • CERIA. |                                 |                                 |                                 |                                 |                                               |                                          |                                 |                                 |
| 73    | Autre : Arrêt Eloy vers CERIA uniquement, arrêt Pl. V. Horta vers Gare du Midi uniquement. |                                 |                                 |                                 |                                 |                                               |                                          |                                 |                                 |
| 73    | Dernière actualisation : — |                                 |                                 |                                 |                                 |                                               |                                          |                                 |                                 |
| 74    | Clémence Everard ⥋ Uccle Stalle | Clémence Everard ⥋ Uccle Stalle | Clémence Everard ⥋ Uccle Stalle | Clémence Everard ⥋ Uccle Stalle | Clémence Everard ⥋ Uccle Stalle | Clémence Everard ⥋ Uccle Stalle               | Clémence Everard ⥋ Uccle Stalle          | Clémence Everard ⥋ Uccle Stalle | Clémence Everard ⥋ Uccle Stalle |
| 74    | Ouverture / Fermeture 19 avril 2021 / — | Longueur —                      | Durée 24 min                    | Nb. d’arrêts 24½                | Matériel Citaro C2              | Jours de fonctionnement L, Ma, Me, J, V, S, D | Jour / Soir / Nuit / Fêtes O / O / N / O | Voy. / an —                     | Dépôt Petite-Île                |
| 74    | Desserte : Anderlecht, Forest, Uccle - Principaux arrêts : Clémence Everard • Érasme • Eddy Merckx • Frans Hals • Veeweyde • Digue du Canal • Bervoets • Forest centre • Gare de Forest-Est • Forest National • Forestoise • Decroly • Uccle Stalle.                                               |                                 |                                 |                                 |                                 |                                               |                                          |                                 |                                 |
| 74    | Autre : L'arrêt Aulne n'est desservi que dans le sens vers Uccle Stalle. Dernier départ Clémence Everard → Uccle Stalle : 23:51. Dernier départ Uccle Stalle → Clémence Everard : 00:00,. |                                 |                                 |                                 |                                 |                                               |                                          |                                 |                                 |
| 74    | Dernière actualisation : — |                                 |                                 |                                 |                                 |                                               |                                          |                                 |                                 |
| 75    | Bon Air ⥋ Héros | Bon Air ⥋ Héros                 | Bon Air ⥋ Héros                 | Bon Air ⥋ Héros                 | Bon Air ⥋ Héros                 | Bon Air ⥋ Héros                               | Bon Air ⥋ Héros                          | Bon Air ⥋ Héros                 | Bon Air ⥋ Héros                 |
| 75    | Ouverture / Fermeture 4 septembre 2006 / — | Longueur 12,000 km              | Durée 30 min                    | Nb. d’arrêts 20                 | Matériel NewA330                | Jours de fonctionnement L, Ma, Me, J, V, S, D | Jour / Soir / Nuit / Fêtes O / — / O / O | Voy. / an —                     | Dépôt Jacques Brel              |
| 75    | Desserte : Anderlecht, Uccle - Principaux arrêts : Bon Air • Westland Shopping • Bizet • Campus CERIA • CERIA • Drogenbos-Shopping • Carrefour Stalle • Globe • Héros |                                 |                                 |                                 |                                 |                                               |                                          |                                 |                                 |
| 75    | Autre : Certains services ne desservent pas la section entre Westland Shopping et CERIA. |                                 |                                 |                                 |                                 |                                               |                                          |                                 |                                 |
| 75    | Dernière actualisation : — |                                 |                                 |                                 |                                 |                                               |                                          |                                 |                                 |
| 76    | Crainhem ⥋ Oppem | Crainhem ⥋ Oppem                | Crainhem ⥋ Oppem                | Crainhem ⥋ Oppem                | Crainhem ⥋ Oppem                | Crainhem ⥋ Oppem                              | Crainhem ⥋ Oppem                         | Crainhem ⥋ Oppem                | Crainhem ⥋ Oppem                |
| 76    | Ouverture / Fermeture 14 avril 2008 / — | Longueur 4,900 km               | Durée 15 min                    | Nb. d’arrêts 12                 | Matériel 7900 Hybrid            | Jours de fonctionnement L, Ma, Me, J, V, S    | Jour / Soir / Nuit / Fêtes O / — / N / N | Voy. / an —                     | Dépôt Delta                     |
| 76    | Desserte : Kraainem, Wezembeek-Oppem, Woluwe-Saint-Lambert - Principaux arrêts : Crainhem • Reine Astrid • Ring 0 • Plaine des Sports • Oppem |                                 |                                 |                                 |                                 |                                               |                                          |                                 |                                 |
| 76    | Autre : |                                 |                                 |                                 |                                 |                                               |                                          |                                 |                                 |
| 76    | Dernière actualisation : — |                                 |                                 |                                 |                                 |                                               |                                          |                                 |                                 |
| 77    | Crainhem ⥋ Hippodrome | Crainhem ⥋ Hippodrome           | Crainhem ⥋ Hippodrome           | Crainhem ⥋ Hippodrome           | Crainhem ⥋ Hippodrome           | Crainhem ⥋ Hippodrome                         | Crainhem ⥋ Hippodrome                    | Crainhem ⥋ Hippodrome           | Crainhem ⥋ Hippodrome           |
| 77    | Ouverture / Fermeture 14 avril 2008 / — | Longueur 4,100 km               | Durée 15 min                    | Nb. d’arrêts 11                 | Matériel 7900 Hybrid            | Jours de fonctionnement L, Ma, Me, J, V       | Jour / Soir / Nuit / Fêtes O / — / N / N | Voy. / an —                     | Dépôt Delta                     |
| 77    | Desserte : Kraainem, Wezembeek-Oppem, Woluwe-Saint-Lambert - Principaux arrêts : Crainhem • Reine Astrid • Ring 0 • Long-Chêne • Hippodrome |                                 |                                 |                                 |                                 |                                               |                                          |                                 |                                 |
| 77    | Autre : Ne circule qu'aux heures de pointe. |                                 |                                 |                                 |                                 |                                               |                                          |                                 |                                 |
| 77    | Dernière actualisation : — |                                 |                                 |                                 |                                 |                                               |                                          |                                 |                                 |
| 78    | Gare du Midi ⥋ Humanité | Gare du Midi ⥋ Humanité         | Gare du Midi ⥋ Humanité         | Gare du Midi ⥋ Humanité         | Gare du Midi ⥋ Humanité         | Gare du Midi ⥋ Humanité                       | Gare du Midi ⥋ Humanité                  | Gare du Midi ⥋ Humanité         | Gare du Midi ⥋ Humanité         |
| 78    | Ouverture / Fermeture 31 octobre 1967 / — | Longueur 5,100 km               | Durée 20 min                    | Nb. d’arrêts 14                 | Matériel Citaro G               | Jours de fonctionnement L, Ma, Me, J, V       | Jour / Soir / Nuit / Fêtes O / — / N / N | Voy. / an —                     | Dépôt Petite-Île                |
| 78    | Desserte : Anderlecht, Forest, Drogenbos, Saint-Gilles - Principaux arrêts : Gare du Midi • Deux Gares • Digue du Canal • Boulevard International • Humanité |                                 |                                 |                                 |                                 |                                               |                                          |                                 |                                 |
| 78    | Autre : Certains services ne desservent pas la section entre Digue du Canal et Gare du Midi. |                                 |                                 |                                 |                                 |                                               |                                          |                                 |                                 |
| 78    | Dernière actualisation : — |                                 |                                 |                                 |                                 |                                               |                                          |                                 |                                 |
| 79    | Crainhem ⥋ Schuman | Crainhem ⥋ Schuman              | Crainhem ⥋ Schuman              | Crainhem ⥋ Schuman              | Crainhem ⥋ Schuman              | Crainhem ⥋ Schuman                            | Crainhem ⥋ Schuman                       | Crainhem ⥋ Schuman              | Crainhem ⥋ Schuman              |
| 79    | Ouverture / Fermeture 2 juillet 2007 / — | Longueur 7,300 km               | Durée 23 min                    | Nb. d’arrêts 21                 | Matériel NewA330                | Jours de fonctionnement L, Ma, Me, J, V, S, D | Jour / Soir / Nuit / Fêtes O / — / O / O | Voy. / an —                     | Dépôt Haren                     |
| 79    | Desserte : Bruxelles-Ville, Schaerbeek, Evere, Woluwe-Saint-Lambert - 'Principaux arrêts' : Crainhem • Cliniques-UCL • Andromède • RTBF • Diamant • Schuman |                                 |                                 |                                 |                                 |                                               |                                          |                                 |                                 |
| 79    | Autre : Certains services ne circulent qu'entre Kraainem et Gulledelle ou entre Diamant et Schuman. |                                 |                                 |                                 |                                 |                                               |                                          |                                 |                                 |
| 79    | Dernière actualisation : — |                                 |                                 |                                 |                                 |                                               |                                          |                                 |                                 |

## Lignes 80 à 89
| Ligne | Caractéristiques | Caractéristiques                                                                | Caractéristiques                                                                | Caractéristiques                                                                | Caractéristiques                                                                | Caractéristiques                                                                | Caractéristiques                                                                | Caractéristiques                                                                | Caractéristiques                                                                |
| 80    | Porte de Namur / Merode ⥋ Georges Henri / Jules Bordet / Bordet Station / Haren | Porte de Namur / Merode ⥋ Georges Henri / Jules Bordet / Bordet Station / Haren | Porte de Namur / Merode ⥋ Georges Henri / Jules Bordet / Bordet Station / Haren | Porte de Namur / Merode ⥋ Georges Henri / Jules Bordet / Bordet Station / Haren | Porte de Namur / Merode ⥋ Georges Henri / Jules Bordet / Bordet Station / Haren | Porte de Namur / Merode ⥋ Georges Henri / Jules Bordet / Bordet Station / Haren | Porte de Namur / Merode ⥋ Georges Henri / Jules Bordet / Bordet Station / Haren | Porte de Namur / Merode ⥋ Georges Henri / Jules Bordet / Bordet Station / Haren | Porte de Namur / Merode ⥋ Georges Henri / Jules Bordet / Bordet Station / Haren |
| ----- | --- | ------------------------------------------------------------------------------- | ------------------------------------------------------------------------------- | ------------------------------------------------------------------------------- | ------------------------------------------------------------------------------- | ------------------------------------------------------------------------------- | ------------------------------------------------------------------------------- | ------------------------------------------------------------------------------- | ------------------------------------------------------------------------------- |
| 80    | Ouverture / Fermeture — / — | Longueur 12,600 km                                                              | Durée 35 min                                                                    | Nb. d’arrêts 32                                                                 | Matériel 7900 Hybrid Citaro C2 NewA330                                          | Jours de fonctionnement L, Ma, Me, J, V, S, D                                   | Jour / Soir / Nuit / Fêtes O / — / O / O                                        | Voy. / an —                                                                     | Dépôt Delta Haren                                                               |
| 80    | Desserte : Bruxelles-Ville, Etterbeek, Woluwe-Saint-Pierre, Woluwe-Saint-Lambert, Schaerbeek, Evere - Principaux arrêts : Porte de Namur • Trône • Luxembourg • Merode • Montgomery • ICHEC • Georges Henri • Cimetière de Bruxelles • Jules Bordet • Da Vinci • Bordet Station • Haren |                                                                                 |                                                                                 |                                                                                 |                                                                                 |                                                                                 |                                                                                 |                                                                                 |                                                                                 |
| 80    | Autre : À certaines heures, des services partiels sont mis en place entre Bordet Station ou Georges Henri et Porte de Namur et entre Merode et Bordet Station. Le 31 août 2019, la ligne est prolongée de gare de Bordet vers Haren en remplacement de la ligne 64 de concert avec la ligne 65. |                                                                                 |                                                                                 |                                                                                 |                                                                                 |                                                                                 |                                                                                 |                                                                                 |                                                                                 |
| 80    | Dernière actualisation : — |                                                                                 |                                                                                 |                                                                                 |                                                                                 |                                                                                 |                                                                                 |                                                                                 |                                                                                 |
| 83    | Val Maria ⥋ Berchem Station | Val Maria ⥋ Berchem Station                                                     | Val Maria ⥋ Berchem Station                                                     | Val Maria ⥋ Berchem Station                                                     | Val Maria ⥋ Berchem Station                                                     | Val Maria ⥋ Berchem Station                                                     | Val Maria ⥋ Berchem Station                                                     | Val Maria ⥋ Berchem Station                                                     | Val Maria ⥋ Berchem Station                                                     |
| 83    | Ouverture / Fermeture 4 novembre 2019 / — | Longueur 13,640 km                                                              | Durée 30 min                                                                    | Nb. d’arrêts 35                                                                 | Matériel NewA330 7900 Hybrid                                                    | Jours de fonctionnement L, Ma, Me, J, V, S, D                                   | Jour / Soir / Nuit / Fêtes O / — / O / O                                        | Voy. / an —                                                                     | Dépôt Jacques Brel Marly                                                        |
| 83    | Desserte : Bruxelles-Ville, Jette, Ganshoren, Berchem-Sainte-Agathe - Principaux arrêts : Berchem Station • Nereus • Le Roux • Améthyste • Roi Baudouin • Heysel• De Wand • Val Maria |                                                                                 |                                                                                 |                                                                                 |                                                                                 |                                                                                 |                                                                                 |                                                                                 |                                                                                 |
| 83    | Autre : Cette ligne remplace le 84 depuis son dernier trajet fait le 3 novembre 2019 Dès la rentrée 2021, la ligne est prolongée à Val Maria - Ancien terminus : Heysel |                                                                                 |                                                                                 |                                                                                 |                                                                                 |                                                                                 |                                                                                 |                                                                                 |                                                                                 |
| 83    | Dernière actualisation : — |                                                                                 |                                                                                 |                                                                                 |                                                                                 |                                                                                 |                                                                                 |                                                                                 |                                                                                 |
| 86    | Machtens ⥋ Bockstael | Machtens ⥋ Bockstael                                                            | Machtens ⥋ Bockstael                                                            | Machtens ⥋ Bockstael                                                            | Machtens ⥋ Bockstael                                                            | Machtens ⥋ Bockstael                                                            | Machtens ⥋ Bockstael                                                            | Machtens ⥋ Bockstael                                                            | Machtens ⥋ Bockstael                                                            |
| 86    | Ouverture / Fermeture 1-1959 2-1er juin 1984 3-6 avril 2009 / 1-1970 2-2 septembre 1991 | Longueur 5,400 km                                                               | Durée 30 min                                                                    | Nb. d’arrêts 22                                                                 | Matériel 7900 Hybrid NewA330                                                    | Jours de fonctionnement L, Ma, Me, J, V, S, D                                   | Jour / Soir / Nuit / Fêtes O / — / O / O                                        | Voy. / an —                                                                     | Dépôt Jacques Brel                                                              |
| 86    | Desserte : Bruxelles-Ville, Molenbeek-Saint-Jean - Principaux arrêts : Machtens • Gare de l'Ouest • Étangs Noirs • Ribaucourt • Bockstael |                                                                                 |                                                                                 |                                                                                 |                                                                                 |                                                                                 |                                                                                 |                                                                                 |                                                                                 |
| 86    | Autre : Dès la rentrée 2021, la ligne est prolongée à Bockstael en changeant d'itinéraire avec le 89 et change de couleur de passant du vert foncé au bleu foncé - Ancien terminus : Gare Centrale - Anciens terminus (1984-1991) : Étangs Noirs – Elbers |                                                                                 |                                                                                 |                                                                                 |                                                                                 |                                                                                 |                                                                                 |                                                                                 |                                                                                 |
| 86    | Dernière actualisation : — |                                                                                 |                                                                                 |                                                                                 |                                                                                 |                                                                                 |                                                                                 |                                                                                 |                                                                                 |
| 87    | Simonis ⥋ Beekkant | Simonis ⥋ Beekkant                                                              | Simonis ⥋ Beekkant                                                              | Simonis ⥋ Beekkant                                                              | Simonis ⥋ Beekkant                                                              | Simonis ⥋ Beekkant                                                              | Simonis ⥋ Beekkant                                                              | Simonis ⥋ Beekkant                                                              | Simonis ⥋ Beekkant                                                              |
| 87    | Ouverture / Fermeture 9 janvier 1968 / — | Longueur 4,800 km                                                               | Durée 30 min                                                                    | Nb. d’arrêts 32                                                                 | Matériel Citaro G Citaro G C2 Urbanway 18 H                                     | Jours de fonctionnement L, Ma, Me, J, V, S, D                                   | Jour / Soir / Nuit / Fêtes O / — / O / O                                        | Voy. / an —                                                                     | Dépôt Marly Jacques Brel Petite-Île                                             |
| 87    | Desserte : Molenbeek-Saint-Jean, Berchem-Sainte-Agathe, Ganshoren, Koekelberg - Principaux arrêts : Beekkant • Cimetières • Hunderenveld • Berchem Station • Collège Sacré-Cœur • Nereus • Ganshoren Sport • Simonis |                                                                                 |                                                                                 |                                                                                 |                                                                                 |                                                                                 |                                                                                 |                                                                                 |                                                                                 |
| 87    | Autre : À l'origine n°86. - Le 9 janvier 1968 lors de la quatrième phase de restructuration du réseau de tramway bruxellois, la ligne est renumérotée 87, son itinéraire est modifié depuis le carrefour de la chaussée de Gand avec la rue des Étangs Noirs à Molenbeek-Saint-Jean en suivant la ligne 85 par la chaussée de Gand jusqu'à Karreveld d'où elle rejoint la Basilique en remplacement du tramway 60 (depuis la place de Bastogne, elle emprunte cependant l'avenue Émile Bossaert et non l'avenue de la Paix),. - Anciens terminus : Basilix, Berchem Station |                                                                                 |                                                                                 |                                                                                 |                                                                                 |                                                                                 |                                                                                 |                                                                                 |                                                                                 |
| 87    | Dernière actualisation : — |                                                                                 |                                                                                 |                                                                                 |                                                                                 |                                                                                 |                                                                                 |                                                                                 |                                                                                 |
| 88    | De Brouckère ⥋ UZ-VUB | De Brouckère ⥋ UZ-VUB                                                           | De Brouckère ⥋ UZ-VUB                                                           | De Brouckère ⥋ UZ-VUB                                                           | De Brouckère ⥋ UZ-VUB                                                           | De Brouckère ⥋ UZ-VUB                                                           | De Brouckère ⥋ UZ-VUB                                                           | De Brouckère ⥋ UZ-VUB                                                           | De Brouckère ⥋ UZ-VUB                                                           |
| 88    | Ouverture / Fermeture 2 juillet 2007 / — | Longueur 10,600 km                                                              | Durée 30 min                                                                    | Nb. d’arrêts 27                                                                 | Matériel 7900 Hybrid NewA330                                                    | Jours de fonctionnement L, Ma, Me, J, V, S, D                                   | Jour / Soir / Nuit / Fêtes O / — / O / O                                        | Voy. / an —                                                                     | Dépôt Jacques Brel                                                              |
| 88    | Desserte : Bruxelles-Ville, Jette - Principaux arrêts : UZ-VUB • UZ-Brussel • Audrey Hepburn • Boule et Bill • Jette Gare • Bockstael • WTC • Gare du Nord • De Brouckère |                                                                                 |                                                                                 |                                                                                 |                                                                                 |                                                                                 |                                                                                 |                                                                                 |                                                                                 |
| 88    | Autre : - Ce numéro de ligne a été attribué en référence à l'ancien tram 88 qui reliait l'Ancienne Barrière à Jette à la Bourse. - Anciens terminus : Heysel, Machtens |                                                                                 |                                                                                 |                                                                                 |                                                                                 |                                                                                 |                                                                                 |                                                                                 |                                                                                 |
| 88    | Dernière actualisation : — |                                                                                 |                                                                                 |                                                                                 |                                                                                 |                                                                                 |                                                                                 |                                                                                 |                                                                                 |
| 89    | Westland Shopping ⥋ Gare Centrale | Westland Shopping ⥋ Gare Centrale                                               | Westland Shopping ⥋ Gare Centrale                                               | Westland Shopping ⥋ Gare Centrale                                               | Westland Shopping ⥋ Gare Centrale                                               | Westland Shopping ⥋ Gare Centrale                                               | Westland Shopping ⥋ Gare Centrale                                               | Westland Shopping ⥋ Gare Centrale                                               | Westland Shopping ⥋ Gare Centrale                                               |
| 89    | Ouverture / Fermeture 1er mars 1960 / — | Longueur 8,100 km                                                               | Durée 30 min                                                                    | Nb. d’arrêts 21                                                                 | Matériel Citaro G Urbanway 18 H                                                 | Jours de fonctionnement L, Ma, Me, J, V, S, D                                   | Jour / Soir / Nuit / Fêtes O / — / O / O                                        | Voy. / an —                                                                     | Dépôt Marly Jacques Brel Petite-Île                                             |
| 89    | Desserte : Bruxelles-Ville, Molenbeek-Saint-Jean, Anderlecht - Principaux arrêts : Westland Shopping • Jacques Brel • Delacroix • Porte de Ninove • Bourse - Grand-Place • De Brouckère • Gare Centrale |                                                                                 |                                                                                 |                                                                                 |                                                                                 |                                                                                 |                                                                                 |                                                                                 |                                                                                 |
| 89    | Autre : - Dès la rentrée 2021, la ligne est prolongée à Gare Centrale en changeant son itinéraire avec le 86 et change de couleur de passant de l'orange au vert clair. - Anciens terminus : Heysel, Pannenhuis, Bockstael |                                                                                 |                                                                                 |                                                                                 |                                                                                 |                                                                                 |                                                                                 |                                                                                 |                                                                                 |
| 89    | Dernière actualisation : — |                                                                                 |                                                                                 |                                                                                 |                                                                                 |                                                                                 |                                                                                 |                                                                                 |                                                                                 |

## Lignes 95 à 96
| Ligne | Caractéristiques | Caractéristiques         | Caractéristiques         | Caractéristiques         | Caractéristiques                            | Caractéristiques                              | Caractéristiques                         | Caractéristiques         | Caractéristiques         |
| 95    | Grand-Place ⥋ Wiener | Grand-Place ⥋ Wiener     | Grand-Place ⥋ Wiener     | Grand-Place ⥋ Wiener     | Grand-Place ⥋ Wiener                        | Grand-Place ⥋ Wiener                          | Grand-Place ⥋ Wiener                     | Grand-Place ⥋ Wiener     | Grand-Place ⥋ Wiener     |
| ----- | --- | ------------------------ | ------------------------ | ------------------------ | ------------------------------------------- | --------------------------------------------- | ---------------------------------------- | ------------------------ | ------------------------ |
| 95    | Ouverture / Fermeture 16 avril 1968 / — | Longueur 9,300 km        | Durée 35 min             | Nb. d’arrêts 36          | Matériel Citaro G Citaro G C2 Urbanway 18 H | Jours de fonctionnement L, Ma, Me, J, V, S, D | Jour / Soir / Nuit / Fêtes O / — / O / O | Voy. / an —              | Dépôt Delta Petite-Île   |
| 95    | Desserte : Bruxelles-Ville, Ixelles, Watermael-Boitsfort - Principaux arrêts : Grand-Place • Royale • Trône • Luxembourg • Germoir • Etterbeek Gare • Wiener |                          |                          |                          |                                             |                                               |                                          |                          |                          |
| 95    | Autre : La ligne est mise en service le 16 avril 1968 lors de la sixième phase de restructuration du réseau entre la Bourse à Bruxelles et Boitsfort (avec certains services prolongés au Coin du Balais) en remplacement des lignes 17 et 33 (voir ces lignes),. |                          |                          |                          |                                             |                                               |                                          |                          |                          |
| 95    | Dernière actualisation : — |                          |                          |                          |                                             |                                               |                                          |                          |                          |
| 96    | Neerstalle ⥋ Ma Campagne | Neerstalle ⥋ Ma Campagne | Neerstalle ⥋ Ma Campagne | Neerstalle ⥋ Ma Campagne | Neerstalle ⥋ Ma Campagne                    | Neerstalle ⥋ Ma Campagne                      | Neerstalle ⥋ Ma Campagne                 | Neerstalle ⥋ Ma Campagne | Neerstalle ⥋ Ma Campagne |
| 96    | Ouverture / Fermeture 9 juin 2025 / — | Longueur —               | Durée —                  | Nb. d’arrêts 14          | Matériel Citaro C2                          | Jours de fonctionnement L, Ma, Me, J, V, S, D | Jour / Soir / Nuit / Fêtes O / — / O / — | Voy. / an —              | Dépôt Marconi            |
| 96    | Desserte : Forest, Saint-Gilles - Principaux arrêts : Neerstalle • Forest Centre • Bervoets • Wiels • Barrière • Ma Campagne |                          |                          |                          |                                             |                                               |                                          |                          |                          |
| 96    | Autre : Ligne temporaire le temps de divers travaux de voirie à Forest et Saint-Gilles du 9 juin 2025 à fin 2026 en remplacement des trams 81 interrompu entre Barrière et Flagey, 82 interrompu entre Wiels et Drogenbos et 97 supprimé dans son intégralité.    |                          |                          |                          |                                             |                                               |                                          |                          |                          |
| 96    | Dernière actualisation : — |                          |                          |                          |                                             |                                               |                                          |                          |                          |